# Partij van de Arbeid van de Salomonseilanden
Partij van de Arbeid van de Salomonseilanden (Solomon Islands Labour Party) is een socialistische politieke partij in Salomonseilanden. De partij is in 1988 opgericht door Solomon Islands Council of Trade Unions.
De leider van de partij is Joses Tuhanuku.
De partij nam deel aan de regering tussen 1993 en 1994 en daarna van 1997 tot 2000.
| Jaar | Aantal parlementsleden (op een totaal van 50) |
| ---- | --------------------------------------------- |
| 1989 | 2                                             |
| 1993 | 4                                             |
| 1997 | 3                                             |
| 2001 | 1                                             |

In de parlementsverkiezingen van 2006 kreeg de partij 1733 stemmen (0.9%), waarmee de partij niet in staat was om een zetel in het parlement te winnen.